# Сашо Ангелов
Сашо Ангелов (роден на 15 юни 1969) е бивш български футболист, защитник, и настоящ треньор по футбол.

## Кариера
Играл е за Локомотив (Горна Оряховица), Ботев (Пловдив), Локомотив (София), ЦСКА, Добруджа, Етър, Академик (Свищов), Пиета Хотспърс (Малта) и Флямуртари (Албания). В А група има 240 мача и 26 гола. Бронзов медалист през 1994 и 1995 г. с Ботев (Пд). Носител на Купа Интертото през 1992 г. с Локомотив (ГО). В евротурнирите има 10 мача (4 за Локомотив (Сф) в КНК, 4 за Локомотив (Горна Оряховица) и 2 за Ботев (Пд) в турнира за купата на УЕФА). За националния отбор дебютира на 10 април 1991 г. срещу Дания (1:1, в Оденсе), изиграл е 5 мача. Сашо Ангелов беше и в разширения състав на националния отбор за СП-1994 в САЩ, но в последния момент отпадна от групата. Бивш мениджър на Етър. От 01.07.2014 г. е старши треньор на завърналия се в професионалния футбол след 10-годишно отсъствие отбор на Локомотив (Горна Оряховица).

## Статистика по сезони
- Локомотив (ГО) – 1985/86 - Б група, 10 мача/1 гол
- Локомотив (ГО) – 1986/87 – Б група, 0/0
- Локомотив (ГО) – 1987/88 – А група, 0/0
- Локомотив (ГО) – 1988/89 – А група, 18/0
- Локомотив (ГО) – 1989/90 – А група, 29/3
- Локомотив (ГО) – 1990/91 – А група, 30/0
- Локомотив (ГО) – 1991/92 – А група, 17/2
- Локомотив (ГО) – 1992/93 – А група, 20/3
- Ботев (Пд) – 1993/94 – А група, 26/1
- Ботев (Пд) – 1994/95 – А група, 17/0
- Ботев (Пд) – 1995/96 – А група, 6/0
- ЦСКА – 1996/ес. - А група, 0/0
- Локомотив (Сф) – 1996/97 – А група, 11/0
- Локомотив (Сф) – 1997/98 – А група, 24/0
- Добруджа – 1998/ес. - А група, 14/0
- Етър – 1999/пр. - Б група, 15/0
- Пиета Хотспърс – 1999/00 – Малтийска Висша Лига, 22/0
- Ботев (Пд) – 2000/01 – А група, 16/1
- Флямуртари – 2002/пр. - Лига Е Паре, 12/1
- Академик (Св) – 2002/ес. - Б група, 4/0